# Веданта
Веда́нта (деванагарі: वेदान्त, Vedānta) — одна з декількох шкіл індуїстської релігійної філософії природи дійсності, що базується на Упанішадах; особливо моністична система Шанкара, що вчить поклонінню Брахману (Вішну), тобто душі всесвіту. Вивчати веданту досить складно, тому зазвичай вивчають природний коментар на Веданту - Шрімад-Бгагаватам, записаний так само В'ясадевою (В'ясадева записав Веди, Веданту та Шрімад-Бгаѓаватам як коментар на веданту).
Слово Веданта складається з двох складників: "веда" - знання та "анта" - кінець, висновок і перекладається разом як кульмінація знання. Альтернативний переклад: суть Вед, якщо тлумачити "анта" як суть, серцевина. 
Вчення, що слідують традиції Веданти, ґрунтуються на двох простих реченнях:
1. Людина має божественну природу.
2. Мета людського життя в тому, щоб збагнути свою божественну природу.

Веданта ставить перед людиною мету досягнути стану самоусвідомлення або космічної свідомості. Вважається, що цього стану може досягнути кожен, але його неможливо пояснити жодними словами. 
Веданту називають також уттара-мімамсою, тобто пізньою, вищою мімамсою, на відміну від пурва-мімамси, яку часто називають просто мімамсою. Тоді як мімамса зосереджується в основному на поясненні перших частин Вед: Самхіти та Брахман, веданта пояснює здебільшого езотеричне вчення Араньяк та Упанішад.